# 嘎塔乡
嘎塔乡，是中华人民共和国西藏自治区昌都市丁青县下辖的一个乡镇级行政单位。

## 行政区划
嘎塔乡下辖以下地区：
相扎村、贡日村、江塔村、嘎塔村和果东村。